# Multiusos Carlos Sastre
El Centro de Usos Múltiples Carlos Sastre es un pabellón multiusos en la ciudad de Ávila. Fue construido en 2009 y es el recinto donde juega como local el Obila Club de Basket. El complejo fue nombrado del ciclista español Carlos Sastre. Una amplia y moderna instalación que cuenta con pistas de baloncesto, fútbol, tenis y voleibol y que puede superar los 2.000 espectadores.